# Iglesia de Santiago (Roncesvalles)
La iglesia de Santiago o de los Peregrinos, situada en la localidad de Roncesvalles (Navarra, España), es una pequeña iglesia gótica del siglo XIII, situada junto al «Silo de Carlomagno».  
Es una sencilla fábrica de planta rectangular con dos tramos que incluyen la cabecera recta y bóveda de crucería simple. Unas columnas de fuste cilíndrico sirven de soporte para la cubierta. En su interior hay una figura del Apóstol Santiago. El exterior tiene muros de sillar irregular, sin contrafuertes, con una portada de arco apuntado y Crismón.
Fue utilizada como parroquia hasta el siglo XVIII. Quedó sin culto durante un largo periodo hasta que fue restaurada por Florencio Ansoleaga en el siglo XX, quien abrió un pequeño óculo sobre la puerta e incorporó la mítica y legendaria campana que orientaba a los peregrinos en la capilla que había en el collado de Ibañeta; la capilla de San Salvador.
En 2015, en la aprobación por la Unesco de la ampliación del Camino de Santiago en España a «Caminos de Santiago de Compostela: Camino francés y Caminos del Norte de España», España envió como documentación un «Inventario Retrospectivo - Elementos Asociados» (Retrospective Inventory - Associated Components) en el que en el n.º 156 figura la capilla de Santiago o capilla de los peregrinos.